# Tour de Suisse
Tour de Suisse je největší cyklistický závod ve Švýcarsku. Koná se každý rok v polovině června a je jedním z nejvýznamnějších etapových závodů v cyklistice hned za velkou trojkou Tour de France, Giro d'Italia a Vuelta a España.
Celý závod je rozdělen do deseti až dvanácti etap, obvykle včetně prolog a obsahuje několik horských etap a časovky. Tour de Suisse je mnohými závodníky považován za finální přípravu na tradiční Tour de France, který se koná o dva týdny později.
První Tour de Suisse byl odstartován 28. srpna a končil 2. září 1933. Vítězem se, tehdy v pěti etapách, stal rakouský Max Bulla. Nejúspěšnějším závodníkem je Pasquale Fornara, který závod vyhrál čtyřikrát, za ním jsou švýcarští cyklisté Ferdy Kübler a Hugo Koblet s třemi úspěchy. Gino Bartali, Hennes Jungermann, Beat Breu a Jan Ullrich vyhráli Tour de Suisse dvakrát.
V roce 2008 vyhrál závod i český cyklista Roman Kreuziger.

## Seznam vítězů
| - 2025 João Almeida - 2024 Adam Yates - 2023 Mattias Skjelmose Jensen - 2022 Geraint Thomas - 2021 Richard Carapaz - 2020 - zrušeno kvůli pandemii covidu-19 - 2019 Egan Bernal - 2018 Richie Porte - 2017 Simon Špilak - 2016 Miguel Ángel López - 2015 Simon Špilak - 2014 Rui Costa - 2013 Rui Costa - 2012 Rui Costa - 2011 Levi Leipheimer - 2010 Fränk Schleck - 2009 Fabian Cancellara - 2008 Roman Kreuziger - 2007 Vladimír Karpez - 2006 Koldo Gil - 2005 Aitor González Jiménez - 2004 Jan Ullrich - 2003 Alexandr Vinokurov - 2002 Alex Zülle - 2001 Lance Armstrong - 2000 Oscar Camenzind - 1999 Francesco Casagrande - 1998 Stefano Garzelli - 1997 Christophe Agnolutto - 1996 Peter Luttenberger - 1995 Pavel Tonkov - 1994 Pascal Richard - 1993 Marco Saligari - 1992 Giorgio Furlan | - 1991 Luc Roosen - 1990 Sean Kelly - 1989 Beat Breu - 1988 Helmut Wechselberger - 1987 Andy Hampsten - 1986 Andy Hampsten - 1985 Phil Anderson - 1984 Urs Zimmermann - 1983 Sean Kelly - 1982 Giuseppe Saronni - 1981 Beat Breu - 1980 Mario Beccia - 1979 Wilfried Wesemael - 1978 Paul Wellens - 1977 Michel Pollentier - 1976 Hennie Kuiper - 1975 Roger De Vlaeminck - 1974 Eddy Merckx - 1973 José Manuel Fuente - 1972 Louis Pfenninger - 1971 Georges Pintens - 1970 Roberto Poggiali - 1969 Vittorio Adorni - 1968 Louis Pfenninger - 1967 Gianni Motta - 1966 Ambrogio Portalupi - 1965 Franco Bitossi - 1964 Rolf Maurer - 1963 Giuseppe Fezzardi - 1962 Hennes Junkermann | - 1961 Attilio Moresi - 1960 Fredy Rüegg - 1959 Hennes Junkermann - 1958 Pasquale Fornara - 1957 Pasquale Fornara - 1956 Rolf Graf - 1955 Hugo Koblet - 1954 Pasquale Fornara - 1953 Hugo Koblet - 1952 Pasquale Fornara - 1951 Ferdinand Kübler - 1950 Hugo Koblet - 1949 Gottfried Weilenmann - 1948 Ferdinand Kübler - 1947 Gino Bartali - 1946 Gino Bartali - 1945 zrušen - 1944 zrušen - 1943 zrušen - 1942 Ferdinand Kübler - 1941 Josef Wagner - 1940 zrušen - 1939 Robert Zimmermann - 1938 Giovanni Valetti - 1937 Karl Litschi - 1936 Henri Garnier - 1935 Gaspard Rinaldi - 1934 Ludwig Geyer - 1933 Max Bulla |

### Vícenásobní vítězové
| Cyklista         | Počet vítězství | Roky                   |
| ---------------- | --------------- | ---------------------- |
| Pasquale Fornara | 4               | 1952, 1954, 1957, 1958 |
| Ferdinand Kübler | 3               | 1942, 1948, 1951       |
| Hugo Koblet      | 3               | 1950, 1953, 1955       |
| Rui Costa        | 3               | 2012, 2013, 2014       |
| Gino Bartali     | 2               | 1946, 1947             |
| Hans Junkermann  | 2               | 1959, 1962             |
| Louis Pfenninger | 2               | 1968, 1972             |
| Beat Breu        | 2               | 1981, 1989             |
| Sean Kelly       | 2               | 1983, 1990             |
| Andrew Hampsten  | 2               | 1986, 1987             |
| Simon Špilak     | 2               | 2015, 2017             |

### Vítězství podle zemí
| Vítězství | Země                                                                |
| --------- | ------------------------------------------------------------------- |
| 23        | Švýcarsko                                                           |
| 20        | Itálie                                                              |
| 8         | Belgie                                                              |
| 4         | Portugalsko Německo (včetně Západní Německo)                        |
| 3         | Rakousko Španělsko USA                                              |
| 2         | Austrálie Francie Irsko Kolumbie Rusko Slovinsko Spojené království |
| 1         | Česko Dánsko Ekvádor Kazachstán Lucembursko Nizozemsko              |